# 제1회 시대 악기 국제 쇼팽 콩쿠르
제 1 회 시대 악기 국제 쇼팽 콩쿠르는 Fryderyk Chopin Institute(프레드릭 쇼팽 연구소;여기서 Fryderyk는 폴란드 Spelling이다)가 주최했으며 2018년 9월 2 ~ 14일, Poland의 수도 Warsaw에서 열렸다.
9개국 30명의 피아니스트가 대회에 초청되었다. 대회는 폴란드의 토마스 리터가 승리했다. (이것을 보면 이 대회도 International Tchaikovsky competition처럼 자기 국가 편애가 심하다는 것을 볼 수 있다...)

## 악기
대회의 아이디어는 쇼팽이 이 곡을 작곡했을 때 사용한 악기로 쇼팽의 음악을 연주하는 것이다.
피아니스트는 1837 ERARD 1842 플레엘, 1847-1848 Broadwood 및 2 개의 현대 사본 - 폴 맥 널티의 1826 부흐홀츠 사본 및 맥 널티의 1819 그라프 사본의 세 가지의 복원 된 원본 중에서 한 피아노를 선택할 수 있다. 현대 악기에 대한 국제 쇼팽 피아노 콩쿠르와 달리 피아니스트는 다양한 악기에서 개별 곡을 연주했다.
이런 고전 피아노로 연주하는 피아니스트를 클래식 피아니스트라고 부른다. (하지만 클래식 음악 피아니스트와 오해할 여지가 많으니 이 소재로 이야기 할 때만 이렇게 사용할 것..대개 고전 악기 피아니스트라고 하면 알아듣는다)